# Sankt Goarshausen
Sankt Goarshausen este un oraș și reședința uniunii comunale Loreley din districtul Rhein-Lahn, landul Renania-Palatinat, Germania.

## Galerie de imagini

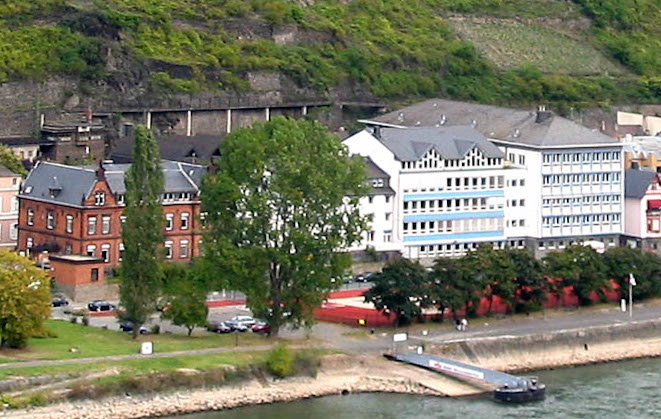
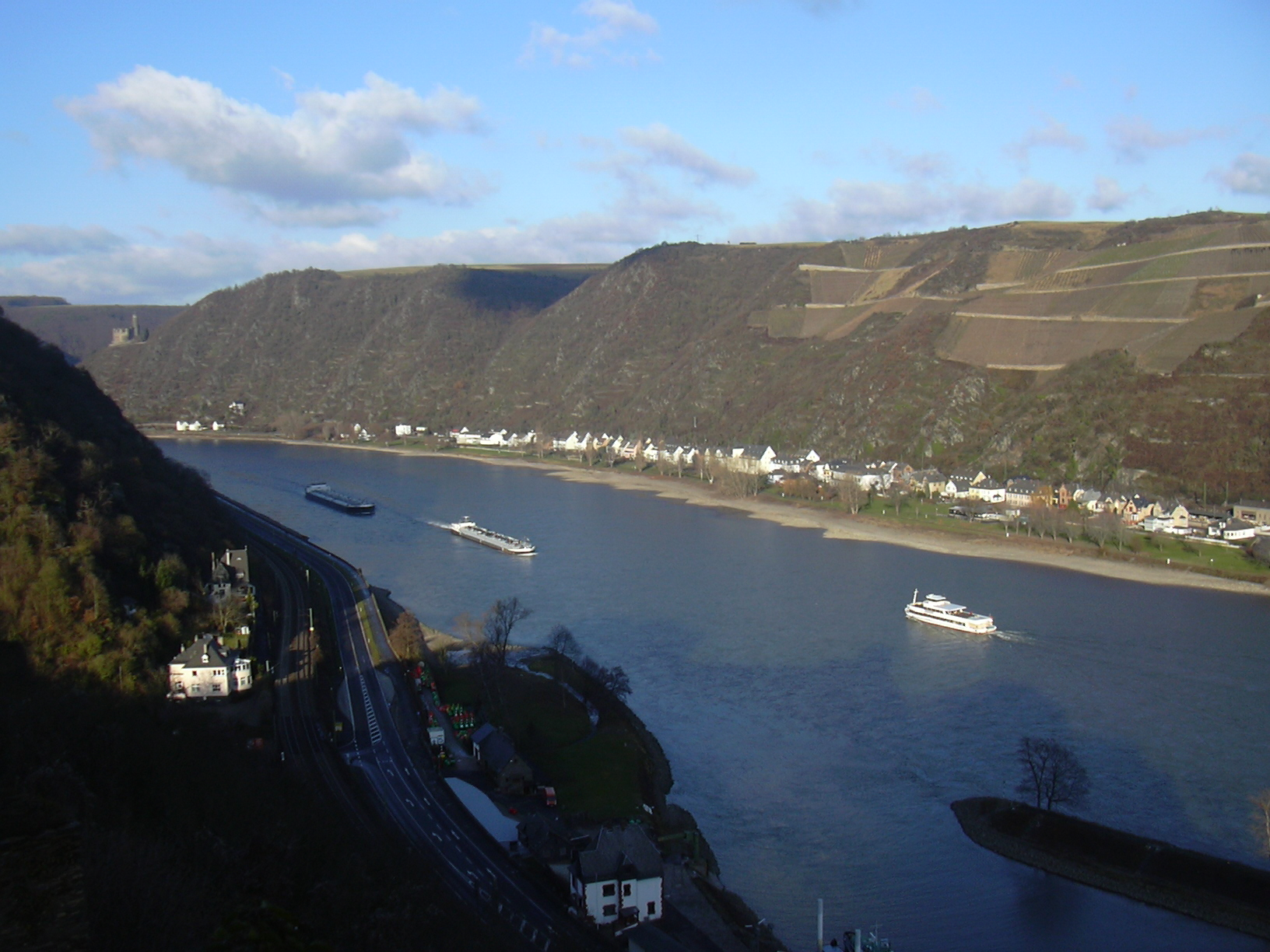
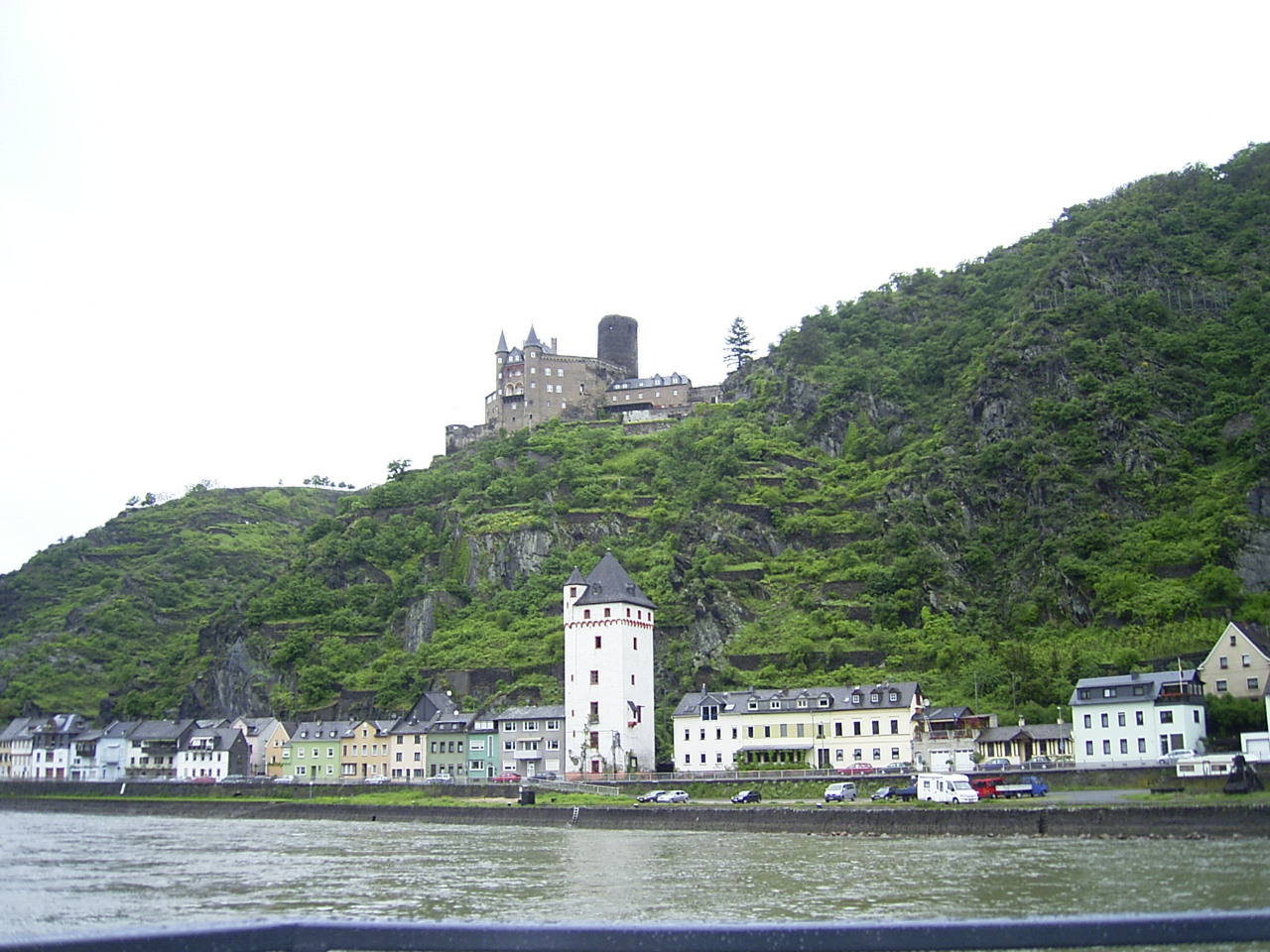
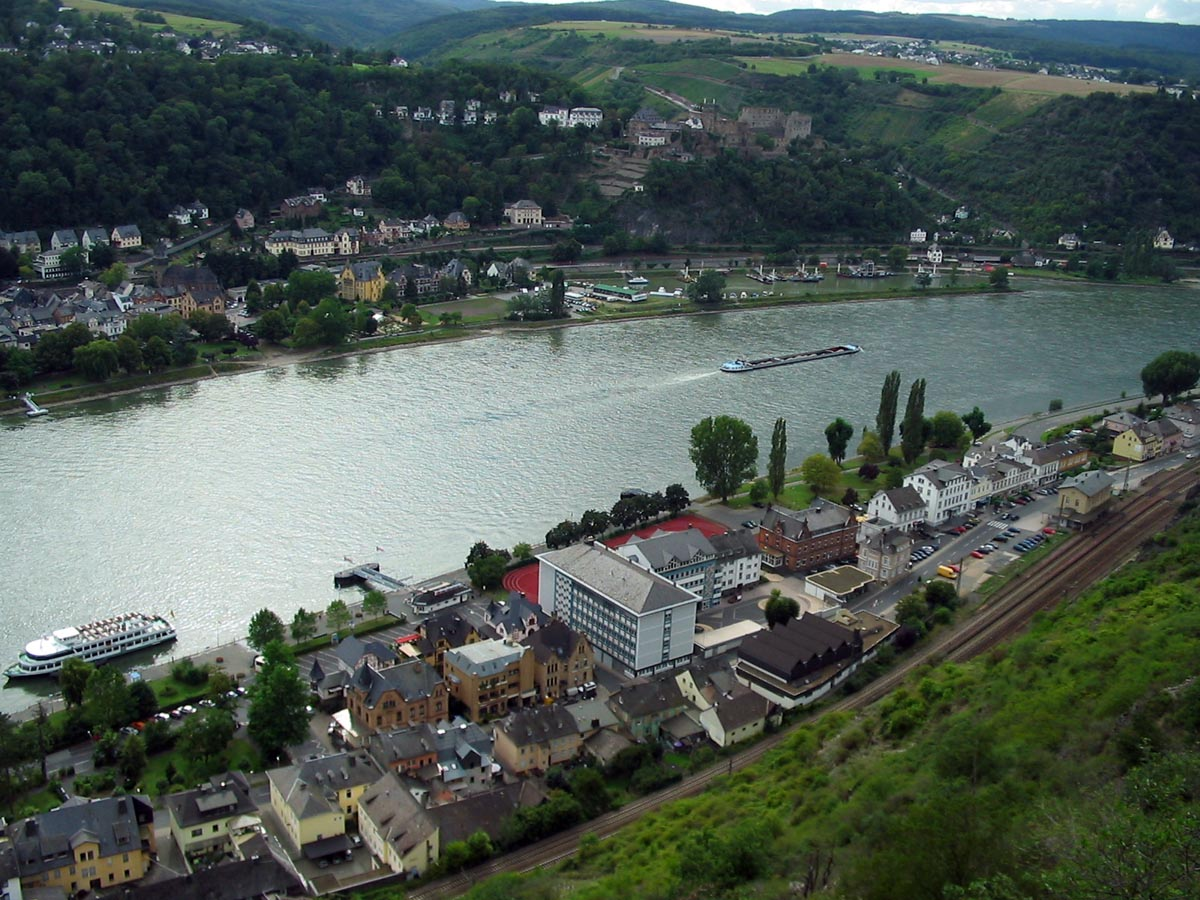